# Jean-Baptiste d'Arco
 (août 2019).
Si vous disposez d'ouvrages ou d'articles de référence ou si vous connaissez des sites web de qualité traitant du thème abordé ici, merci de compléter l'article en donnant les références utiles à sa vérifiabilité et en les liant à la section « Notes et références ».
Jean-Baptiste, comte d'Arco, né en 1650 et mort à Munich le 21 mars 1715, est un diplomate et un maréchal de camp bavarois au service de l'Électeur de Bavière pendant la guerre de Succession d'Espagne. Il ne doit être confondu avec son contemporain Johann Philipp d'Arco (en) qui combattit dans les rangs impériaux.

## Biographie
Fils du Generalfeldzeugmeister  Prosper, comte d'Arco et d'Ursula Franzelina von Ketteler, il épousa en 1680 Ursula von Berndorff.
Entré en 1672 dans l'armée bavaroise, il passa au service de l'empereur avec son père trois ans plus tard, ce dernier étant tombé en disgrâce à la cour de Bavière. En 1683, il revint en Bavière comme colonel d'un régiment de cuirassiers.
Il acquit sa réputation militaire par ses actions au sein de l'armée impériale et polonaise qui leva le siège de Vienne en 1683 et celui de Belgrade en 1688. En 1696, il est nommé président du Hofkriegsrat (Conseil de Guerre) par Maximilien-Emmanuel de Bavière. Quand la Guerre de Succession d'Espagne commence, il est rappelé aux armées, et promu maréchal de camp en 1702. Tandis que l'électeur de Bavière combattait les troupes impériales à l'est, d'Arco prit le commandement en Souabe, pour se battre aux côtés des troupes françaises.
À la tête d'un détachement important de troupes franco-bavaroises, il partit occuper la ville fortifiée de Donauwörth, mais fut attaqué par les troupes alliées commandées par le duc de Marlborough, et Louis-Guillaume de Bade-Bade (Ludwig Wilhelm von Baden-Baden). Le 2 juillet 1704, après de sanglants combats, les Alliés prirent la place de Schellenberg  en réduisant à néant l'armée de d'Arco dans la poursuite qui suivit. D'Arco avait quasiment été coupé du commandement franco-bavarois pendant toute l'affaire et ne survécut que pour pouvoir rejoindre le gros de l'armée commandée par Tallard et l'Électeur. À la bataille de Blenheim, à la tête de la cavalerie bavaroise, il résista longtemps aux assauts du prince Eugène de Savoye mais il fut contraint de se replier avec les restes de l'aile gauche après que Marlbourough eut mis en déroute les troupes françaises à l'aile droite. Il suivit l'électeur de Bavière dans son exil aux Pays-Bas espagnols et commanda à nouveau la cavalerie à la bataille de Ramillies, avant de retourner en Bavière.
Il se fit ensuite l'avocat d'une politique bavaroise pro-française, ce qui lui valut d'être élevé à la dignité de maréchal de France. Après avoir accompli plusieurs missions diplomatiques en Angleterre, il mourut à Munich en 1715.